# La Tinaja (escuela de cerámica)
La Tinaja, situada en una parcela con el mismo nombre dentro del parque del Oeste de Madrid, es una chimenea de cocción de cerámica con forma de tinaja invertida hecha de ladrillo. Forma parte del complejo de la antigua Real Fábrica de La Moncloa, que recuperaron Daniel y Guillermo Zuloaga en 1874 y compartieron luego con la Escuela de Cerámica, fundada por Francisco Alcántara en 1911 y trasladada al entorno de la Tinaja en 1914. En su base se aprecian diferentes contrafuertes que dan soporte a la estructura.